# Unguma
Koordinaten: 58° 28′ N, 23° 8′ O
Unguma (deutsch Undo) ist ein Dorf (estnisch küla) auf der größten estnischen Insel Saaremaa. Es gehört zur Landgemeinde Saaremaa (bis 2017: Landgemeinde Pöide) im Kreis Saare.
Das Dorf hat siebzehn Einwohner (Stand 31. Dezember 2011). Es liegt direkt an der Ostsee.